# لوون ملیکست-بک
لوون ملیکست-بک (ارمنی: Լեոն (Լևոն) Մելիքսեթի Մելիքսեթ-Բեկ (Մելիքսեթ-Բեկով)؛  زادهٔ ۱۴ سپتامبر ۱۸۹۰ - درگذشته ۳ سپتامبر ۱۹۶۳)  اهل ارمنستان بود.

## زندگی‌نامه
وی در ۲۶ سپتامبر [سبک قدیمی: ۱۴ سپتامبر] ۱۸۹۰ در تفلیس به دنیا آمد و از دانشگاه اودسا (۱۹۱۳) فارغ‌التحصیل گشت.  وی در دانشگاه دولتی تفلیس، دانشگاه دولتی ایروان و دانشگاه دولتی باکو فعالیت می‌کرد. به زبان‌های زبان روسی، زبان ارمنی و اسپرانتو تسلط داشت. همچنین برندهٔ جوایزی همچون نشان پرچم سرخ کار شده است. وی در ۳ سپتامبر ۱۹۶۳ در سن ۷۲ سالگی در تفلیس درگذشت .

## یادداشت
1. ↑  Դիդուբեի պանթեոն
2. ↑  աղբյուրագետ
3. ↑  պատմական գիտությունների դոկտոր
4. ↑  բանասիրական գիտությունների դոկտոր
5. ↑  Վրացական ԽՍՀ գիտության վաստակավոր գործիչ